# Frederick Mosteller
Frederick Mosteller   (Clarksburg, 24 de desembre de 1916 - Falls Church, 23 de juliol de 2006), conegut com Fred Mosteller, va ser un estadístic estatunidenc.

## Vida i Obra
Mosteller va créixer a Pittsburgh on es va instal·lar la família poc abans del divorci dels seus pares. Va fer els estudis secundaris a la Schenley High School, on va fundar un club d'escacs, i els estudis universitaris al Carnegie Institute of Technology (actual universitat Carnegie Mellon), on també va ser membre del club d'escacs de la universitat. El 1939 va començar les estudis de recerca pel doctorat a la universitat de Princeton, però van ser interromputs per la Segona Guerra Mundial, durant la qual Mosteller va treballar com investigador bèl·lic pel govern americà. Acabada la guerra, va ornar a Princeton un va obtenir el doctorat el 1946 amb una tesi d'estadística dirigida per Samuel Wilks i John Tukey. Aquest mateix any va acceptar una plaça docent a la universitat Harvard en la qual va romandre fins al 1987, quan va passar a ser professor emèrit, tot i que va continuar vinculat a la universitat fins al 2003 quan se'n va anar a viure a Arlington (Virgínia) per estar més a la vora dels seus fills.
A Harvard, a més de ser catedràtic d'estadística, Mosteller va treballar molt per a l'Escola de Medicina, jugant un paper clau en el desenvolupament de les pràctiques mèdiques i quirúrgiques "basades en evidències". Es podria dir que va ser l'estadístic que va crear els estàndards de l'evidència mèdica.
La seva obra és ingent: 57 llibres i 365 articles científics (molts de ells en col·laboració). A ell se li deu la famosa frase de: és fàcil mentir amb les estadístiques, però encara és més fàcil mentir sense elles.